# Янов, Юрий Константинович
Юрий Константинович Янов (род. 18 декабря 1947 года, Оренбург, СССР) — советский и российский учёный-оториноларинголог, генерал-лейтенант медицинской службы, член-корреспондент РАМН (2011), академик РАН (2016).

## Биография
Родился 18 декабря 1947 года в Оренбурге.
В 1972 году окончил Военно-медицинскую академию имени С. М. Кирова, после чего проходил службу в РВСН в должности начальника полкового медицинского пункта.
С 1975 по 2000 годы — служил в Военно-медицинской академии, где прошел адъюнктуру по кафедре оториноларингологии, преподавал на кафедре, в 1995 году назначен на должность заместителя начальника Академии по клинической работе.
В период с 1984 по 1985 годы — в Афганистане: начальник оториноларингологического отделения Центрального военного госпиталя.
С 2000 года по настоящее время — директор Санкт-Петербургского НИИ уха, горла, носа и речи.
С 2001 по 2011 годы — заведующий кафедрой оториноларингологии Северо-Западного государственного медицинского университета имени И. И. Мечникова, с 2015 года по настоящее время — профессор этой кафедры.
В 2011 году — избран членом-корреспондентом РАМН.
В 2014 году — стал академиком РАН (в рамках присоединения РАМН и РАСХН к РАН).
В 2016 году — избран академиком РАН.

## Научная деятельность
Специалист в области оториноларингологии.
Ведущий специалист-оториноларинголог России, признанный в России и за рубежом ученый и клиницист. Создал школу оториноларингологов и развил собственное направление по изучению фундаментальных и прикладных аспектов слухового и вестибулярного анализаторов.
Направления научной деятельности: исследованы фундаментальные процессы деятельности слухового и вестибулярного анализаторов; решена проблема восстановления слуха при полном поражении слухового анализатора; создана система диагностики и реабилитации слуха у глухих жителей России; разработан первый отечественный речевой процессор кохлеарного имплантата.
Автор 415 научных работ.
Под его руководством защищено 18 докторских и 36 кандидатских диссертаций.

### Научно-организационная деятельность
- главный редактор журнала «Российская оториноларингология»[2], член редколлегий журналов «Вестник оториноларингологии»;
- президент Национальной медицинской ассоциации оториноларингологов;
- председатель межведомственной комиссии РАМН и МЗ РФ по оториноларингологии;
- главный внештатный оториноларинголог МЗ РФ (2001—2010);
- главный оториноларинголог Комитета по здравоохранению Санкт-Петербурга (2001—2017);
- президент Российского общества оториноларингологов (с 2001 года);
- эксперт международной научно-образовательной сети HEARRING, объединяющей экспертов в области лечения тугоухости (с 2009 года).

## Награды
- Заслуженный врач Российской Федерации (1995)[3];
- Орден Почёта (2008)[4];
- Орден «За службу Родине в Вооружённых Силах СССР» III степени;
- Орден «За военные заслуги»;
- Медаль «За безупречную службу» III степени;
- Медаль «Воину-интернационалисту от благодарного афганского народа»;
- медаль «Ветерану-интернационалисту»;
- медаль «За верность присяге».